# Rio Făget (Cracăul Alb)
O Rio Făget é um rio da Romênia, afluente do Alunul, localizado no distrito de Neamţ.